# Färe-Marcolin konstglas
Färe-Marcolin Konstglas ( från 1983 FM Marcolin Art Crystal, och från 1989 Marcolin Art Crystal ) var en glashytta i Ronneby som tillverkade konstglas under åren 1961–1991. Bland deras produkter märks en serie om djur (älghuvud, delfin) och en om Snobben.
–
Hyttan ägdes av två bröder Josef och Benito Marcolin från Murano. Även deras bröder Giovanni och Luigi och systern Anna-Maria med man Aure Toso (även han glasmästare) var engagerade i rörelsen. Bröderna kom 1954 till Glimma glasbruk i Glimåkra och fortsatte till Reijmyre glasbruk innan de startade eget. Namnet Färe i företagsnamnet kom från Josefs fru som var född Färe.
Till att börja tillverkades figurer i färggrant sodaglas, men med åren lyftes den svenska "helkristallen" fram mer och mer och färgsättningen bestod en hel del i ametistglas som "röktes", eller försågs med bladguld och olika färgpulver. Man var också bland de första att testa olika typer av kemiska sätt att "röka" glaset för att t.ex. få fram flammiga effekter.
Det tillverkades vaser, skålar, fat, lampfötter, svärd, dolkar, figurer, brevpressar, skepp, Snobbenserie m.m. Det största området var olika slags djur. Tekniken var venetiansk eftersom de bröderna var upplärda hos tillverkarna i Murano. Glashyttan i Ronneby exporterade 90 % av tillverkningen och när den lades ned berodde det inte på dålig orderingång utan på problem med att hitta kompetent arbetskraft.
Luigi har sedan fortsatt som glasdesigner i egen regi. 
Ronneby-släkten Marcolins konstnärliga uttryck har även satt spår inom musiken genom glasbrukssonen Eddie Marcolin som rönt stora framgångar på den internationella scenen.